# Чуперчениј де Олтец (Горж)
Чуперчениј де Олтец (рум. Ciupercenii de Olteț) насеље је у Румунији у округу Горж у општини Алимпешти. Oпштина се налази на надморској висини од 424 m.

## Становништво
Према подацима из 2002. године у насељу је живело 347 становника, од којих су сви румунске националности.